# رود گورین
رود گورین (روسی: Горин) یک رودخانه در سرزمین خاباروفسک کشور روسیه است.